# Nhài hồng
Nhài hồng (Jasminum polyanthum) là một loài cây leo trong chi Nhài bản địa Trung Quốc. Chồi hoa màu hồng hơi đỏ cuối mùa đông và đầu mùa xuân sau đó nở hoa năm cánh như ngôi sao có mùi thơm, đường kính khoảng 2 cm. Nó có lá kép với 5-7 lá nhỏ có màu xanh lá cây đậm ở mặt trên và màu xanh lá cây nhạt hơn ở mặt dưới. Loài này được mô tả khoa học lần đầu bởi Adrien René Franchet trong Revue Horticole 1891, 270.
Nhài hồng là một loài cây trồng ở Mỹ và châu Âu. Nó phát triển nhanh.